# Галицький Володимир Михайлович
Володи́мир Миха́йлович Га́лицький (31 липня 1962, Одеса — 29 липня 2014) — український чиновник.
Очолював Державну службу зайнятості (травень 2003 — квітень 2005, серпень 2006 — лютий 2012).

## Біографія
Народився 1962 року у місті Одеса. Закінчив Одеський інженерно-будівельний інститут (1985) та Одеський інститут народного господарства (1998).
Трудову діяльність розпочав у 1979 році робітником заводу «Поліграфмаш» (м. Одеса). Працював майстром, головним інженером будівельно-монтажного управління Сахалінського морського пароплавства; начальником, заступником начальника тресту «Агропромбуд», генеральним директором товариства з обмеженою відповідальністю «ЮЖСОЛІД ЛТД», зовнішньоекономічної акціонерної компанії «ГАЛІ», головою ради акціонерного банку «Морторгбанк» у м. Одесі; головою правління закритого акціонерного товариства «Укрзовнішгаз», директором департаменту інвестиційного розвитку Національної атомної енергогенеруючої компанії «Енергоатом» у м. Києві.
8 жовтня 2008 року присуджено науковий ступінь кандидата соціальних наук зі спеціальності «Спеціальні та галузеві соціології» за дисертацію на тему «Інститут зайнятості в умовах трансформації соціальної політики в Україні».
Одружений, має двох дочок.

## Відзнаки
Нагороджений орденами Святого Володимира III ступеня (2001) та II ступеня (2003), орденом Нестора Літописця (2003), Почесною грамотою Кабінету Міністрів України (2004), Почесною грамотою Верховної Ради України (2004), Почесною грамотою Міністерства праці та соціальної політики України (2004), Золотим знаком Українського союзу промисловців і підприємців (2004). Лауреат муніципальної акції «Одесит року» з врученням почесного знака «Кришталева перлина» (2003).

## Арешт
24 листопада 2011 року Генеральна прокуратура порушила кримінальну справу проти Володимира Галицького та інших працівників Держслужби зайнятості за звинуваченнями у хабарництві та незаконному збагаченні. 25 листопада у Києві в результаті спецоперації затримано чотирьох посадовців. Під час обшуку у службових кабінетах, приватних помешканнях та у банківських скриньках вилучено серед іншого понад 2 мільйони гривень, близько мільйона доларів США, понад 300 тисяч фунтів стерлінгів, близько півмільйона євро та понад 3 кг золота і ювелірних прикрас.
28 листопада Володимира Галицького було взято під варту на два місяці як запобіжний захід проти можливого тиску на свідків та протидії слідству. Строк утримання під вартою продовжено до 28 серпня 2012р.